# Nanaka Suwa
Nanaka Suwa (諏訪 ななか Suwa Nanaka?, 2 de noviembre de 1994) es una seiyū y cantante japonesa afiliada a Stay Luck. Es conocida por darle voz a Love Live! Sunshine!! como Kanan Matsuura.

## Biografía
Suwa se inspiró para convertirse en actriz de doblaje después de ver el anime Hidamari Sketch. Más tarde debutó como actriz de doblaje en el 2013. Condujo un programa de radio por Internet en A&G+ como una unidad llamada "Urumeitsu Junior". El 8 de abril de 2015 se unió oficialmente a la oficina de talentos Amuleto.
En el mismo año, se unió a la franquicia multimedia Love Live! Sunshine!! como Kanan Matsuura y se convirtió en miembro de Aqours. El personaje es su primer papel como protagonista y, durante la audición, ya tenía como objetivo convertirse en la actriz de voz de Kanan. Ella es apodada "Suwawa" tanto por los fanáticos como por los miembros de Aqours.
En 2017, la agencia de Suwa, Amuleto, prohibió la reproducción de sus fotos de varias fuentes oficiales. Es muy probable que esto evite más incidentes de impostores, que ella había mencionado unos días antes.
El 31 de marzo de 2021, Suwa anunció que dejaría Amuleto.

## Filmografía

### Anime
2013
- World War Blue: Yaya[4]

2016
- Love Live! Sunshine!!: Kanan Matsuura[2]
- Sabapara: Miyo[5]
- PJ Berry no Mogumogu Munyamunya:  Sunny Funny[6]

2017
- Gabriel DropOut: cliente
- Love Live! Sunshine!! Temporada 2: Kanan Matsuura[2]

2020
- Bofuri:  Yui[7]

2022
- Management of a Novice Alchemist: Kate Starven[8]

2023
- Genjitsu no Yohane: Sunshine in the Mirror: Kanan Matsuura[9]

### Películas
2015
- Typhoon Noruda: Otenba[10]

2019
- Love Live! Sunshine!! The School Idol Movie Over the Rainbow: Kanan Matsuura